# Jarosław Sieczka
Jarosław Sieczka (ur. 27 kwietnia 1975 w Kielcach) – polski piłkarz ręczny, rozgrywający.
Przez większość kariery związany był z Iskrą Kielce, do której trafił w 1989 roku (wówczas MKS Korona Kielce). Pierwsze mistrzostwo Polski wywalczył w sezonie 1992/1993 – jako 18-latek zagrał w kilku ligowych meczach, jednak medalu nie otrzymał (zabrakło dla niego złotego krążka).
Przez szesnaście sezonów, które spędził w Iskrze zdobył z nią łącznie jedenaście medali mistrzostw Polski, w tym sześć złotych. Jest dzięki temu najbardziej utytułowanym zawodnikiem w historii klubu. Wielokrotnie występował również w europejskich pucharach – Lidze Mistrzów, Pucharze Zdobywców Pucharów i Challenge Cup.
W czerwcu 2005 roku Sieczka przedłużył o rok swój kontrakt z zespołem, jednak w październiku odszedł, kiedy to ze względu na problemy z przebiciem się do podstawowej siódemki drużyny prowadzonej przez Zbigniewa Tłuczyńskiego został wypożyczony do Azotów-Puławy. Prezes klubu, Bertus Servaas po odejściu Sieczki powiedział:

Jarek zrobił dla nas bardzo wiele, jest swego rodzaju symbolem klubu.

W Azotach-Puławy występował przez dwa lata, odszedł po zakończeniu sezonu 2006/2007. W 2007 roku został zawodnikiem Politechniki Radomskiej. Jej barwy reprezentował do 2010, wówczas został graczem Politechniki Świętokrzyskiej.
Z Iskrą Kielce wywalczył również dwa brązowe medal juniorskich mistrzostw Polski. Występował także w młodzieżowej reprezentacji kraju. Jest starszym bratem Pawła Sieczki – również piłkarza ręcznego, wielokrotnego mistrza Polski w barwach Iskry Kielce.

## Sukcesy
- Mistrzostwo Polski (6): 1993, 1994, 1996, 1998, 1999, 2003
- Srebrny medal mistrzostw Polski (2): 1995, 2004
- Brązowy medal mistrzostw Polski (3): 1997, 2001, 2005
- Puchar Polski (3): 2000, 2003, 2004